# Дискорд
Дискорд (на английски: Discord) е безплатно VoIP приложение и платформа за дигитално разпространяване с несвободен лиценз.
Първоначално създаден за геймър общностите, където става най-популярната чат платформа, „Дискорд“ постепенно се превръща в приложение за всекидневна комуникация, използвано от проекти с отворен код, писатели и хора на изкуството, както и от преподаватели за провеждане на онлайн обучение. „Дискорд“ поддържа комуникация с текст, изображения, аудио и видео връзка, включително видео стрийминг, има приложения за Windows, macOS, Android, iOS, GNU/Linux и може да бъде използван директно през браузър. Към юли 2019 г. има над 250 милиона уникални потребители.